# Eddie Hubble
John Edgar "Eddie" Hubble II (Santa Barbara, 6 april 1928 – 22 maart 2016) was een Amerikaanse jazz-trombonist. 

## Loopbaan
Hubble leerde trombone spelen van zijn vader, de trombonist en studiomuzikant Harriss Hubble. Op highschool had hij een groep met zijn schoolvriend Bob Wilber. Rond 1944 ging hij naar New York, waar hij speelde met onder andere Buddy Rich, Doc Evans, Alvino Rey en Eddie Condon. Vanaf het eind van de jaren veertig had hij ook eigen groepen. In 1952 nam hij als leider een plaat op voor Savoy Records. In 1953 speelde Hubble dixieland met 'the Six'. In de jaren zestig speelde hij onder andere met Muggsy Spanier en werkte hij met eigen bands in Ohio en Connecticut. In de jaren zeventig was hij actief met The World's Greatest Jazz Band van Bob Haggart en Yank Lawson.
Hij deed mee aan tientallen platensessies en is te horen op albums van Wild Bill Davison, Pee Wee Erwin (o.a. met de groep 'The Kings of Jazz') en anderen.
John Edgar "Eddie" Hubble II overleed in 2016 op 87-jarige leeftijd.

## Discografie
- Jazz at Storyville, Savoy, 1952